# 赫尔曼·哈姆斯
赫尔曼·哈姆斯（Hermann August Theodor Harms，1870年7月16日—1942年11月27日）为德国分类学家及植物学家。1938年，他修订了猪笼草属，将其划分为三个亚属，分别为“Anurosperma”、“Eunepenthes”和“Mesonepenthes”。